# Страна Басков в доисторическую эпоху
Данная статья посвящена доисторической эпохе современной Страны Басков в широком географическом смысле. Доисторической эпохе более крупных регионов, в состав которых входила или входит Страна Басков, посвящены статьи франко-кантабрийский регион, доисторическая Европа, доисторическая Иберия и доисторическая Франция.
Доисторическая эпоха Страны Басков охватывает время с появления первых гоминид не ранее 150000 лет назад и до завоевания территории римлянами около 50 г. до н. э., после чего она фигурирует в письменной истории.

## Нижний палеолит
Этот период, в основном связанный с присутствием в Европе вида Homo erectus, оставил весьма мало находок в Стране Басков. Первые поселенцы прибыли, вероятно, во время рисс-вюрмского межледниковья, между 150000 и 75000 гг. до н. э., и принесли с собой ашельскую технологию. Они селились главным образом в низинах, близ рек Эбро и Адур, в регионах Алава, Наварра, Лабур и Нижняя Наварра.

## Средний палеолит
Для этого периода характерна мустьерская технология, носителями которой в Европе были неандертальцы.
Неандертальцы заселили Страну Басков гуще, чем их предшественники, колонизовав также высокогорное побережье Бискайского залива и Гипускоа. Неандертальские останки были обнаружены в пещерах Лезетчики и Ашлор.

## Верхний палеолит

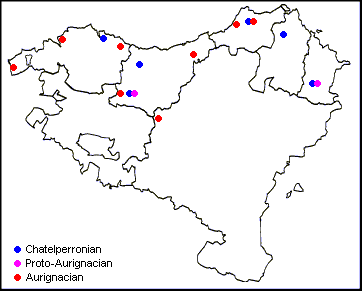
Основные памятники раннего верхнего палеолита в Стране Басков

В этот период по Европе распространяется современный человек. Последовательность археологических культур едина для всего франко-кантабрийского региона.
В этот период внутренняя часть Страны Басков (Средиземноморский бассейн) была практически незаселена из-за очень холодного климата.

### Шательперонская культура
Эта культура (известная у ряда авторов также как нижняя Перигорская культура) всё ещё принадлежала неандертальцам, судя по найденным во Франции останкам, в период 33-29 тыс. лет до н. э. В Стране Басков она была представлена в пещерах, таких, как Сантимаминье (Бискай), Лабеко-Коба, Экаин (Гипускоа), Истуриц (Нижняя Наварра) и Гацарриа (en:Soule), а также в открытом поселении Ле-Басте (Лабур).

### Ориньякская культура
Так называемые «прото-ориньякские» памятники найдены в Гацарриа и Лабеко-Коба.
Памятники ориньякского периода II найдены лишь в немногих местах в Лабуре: Ле-Басте и Бидар.
Памятники «развитого ориньяка» найдены главным образом в Бискайе и Гипускоа: Лезечики, Аизтбитатерте IV, Коскобило, Бента-Лаперра, Курция и Луменча.

### Граветтская культура
Эта культура представлена в Стране Басков только на самых поздних стадиях своего существования. Французские археологи объединяют эту культуру (под названием «перигорская культура») с более ранней шательперонской культурой,
Большинство находок относятся к верхнему и финальному перигору (V и VI): Сантимаминье, Ачурра, Болинкоба, Амальда, Аицбитарте III, Лезиа, Истуриц и Гацарриа. Финальная фаза (перигор VII) представлена только в Амальде (Гипускоа).

### Солютрейская культура

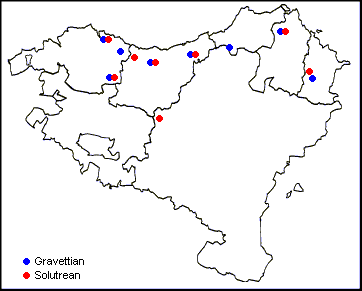
Основные памятники среднего верхнего палеолита в Стране Басков

Эта культура существовала около 18-15 тыс. лет до н. э. только на юго-западе Европы. Её существование совпало с последним ледниковым максимумом, особенно сухим и холодным периодом.
Баскский солютрейский горизонт является промежуточным между кантабрийским и пиренейским горизонтами, и представлен в особенности в таких местах, как Аицбитарте IV, Болинкоба, Сантимаминье, Коскобило, Истуриц, Харегуй, Эрмиттиа и Амальда.

### Мадленская культура
Эта культура существовала примерно 15000 — 8500 гг. до н. э. и была широко распространена в Западной Европе, а на поздних стадиях — и в Центральной Европе, что многие считают реколонизацией холодных территорий Центральной Европы из сравнительно тёплого франко-кантабрийского региона, откуда она происходила.
Мадленская культура и характерные для неё произведения изобразительного искусства были широко распространены в Стране Басков. Некоторые наиболее характерные памятники найдены в таких местах, как Сантимаминье, Луменча, Аицбитарте IV, Уртиага, Эрмиттиа, Эрралла, Экаин и Берроберриа.

### Палеолитическое искусство

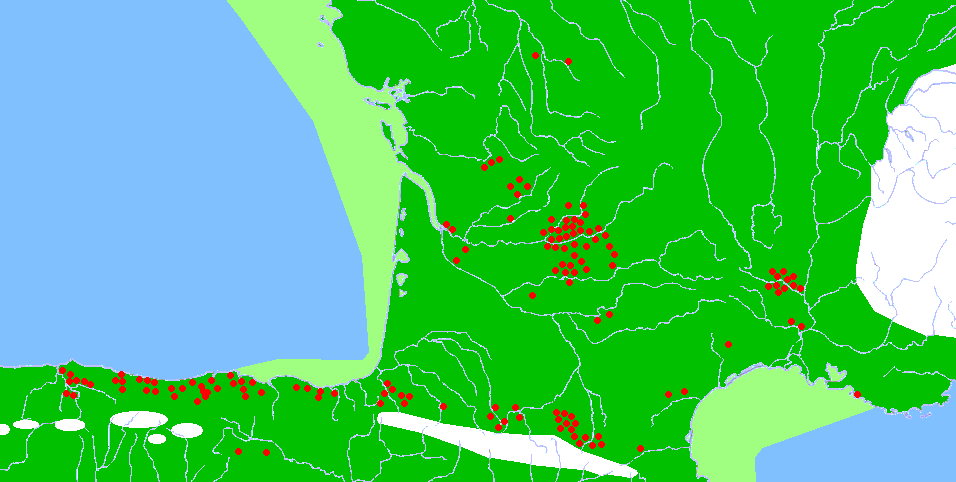
Карта франко-кантабрийского региона в период верхнего палеолита с обозначением основных памятников пещерного искусства (красные точки), ледников (белый цвет),
ныне затопленных земель (светло-зелёный цвет)

Наиболее ранние памятники пещерных настенных росписей в Стране Басков обнаружены в Вента-ла-Перра (Бискайя). На них изображены такие животные, как медведь и бизон, а также абстрактные знаки.
Большинство памятников искусства относятся к мадленскому периоду. Наиболее известные:
- Ареназа (Бискайя): олень.
- Сантимаминье (Бискайя): бизон, лошадь, козёл и олень.
- Экаин (Гипускоа) — один из наиболее примечательных памятников, где изображено 33 лошади. Также представлены бизоны, олени, козлы, рыба, медведи и несколько абстрактных знаков.
- Альчерри (Гипускоа): бизон, тур, козёл, антилопа, северный олень, олень, хищники, птицы, рыбы и нечто, напоминающее змею.
- Истуриц (Нижняя Наварра): здесь снова преобладают лошади, также изображены бизон, олень, козёл, северный олень, кошачье существо и отпечатки ладоней.

Кроме того, в 13 местах найдены предметы декоративного искусства — из них наиболее известны находки в Истурице.

## Эпипалеолит

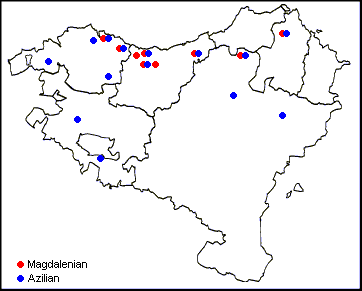
Основные памятники мадленской и азильской культур в Стране Басков.

С окончанием последнего оледенения мадленская культура распалась на множество региональных вариантов, распространённых по всей Европе, что создало новые локальные культурные комплексы. Что касается Страны Басков и франко-кантабрийского региона в целом, здесь возникла азильская культура, которая позднее включила геометрические микролиты, характерные для тарденуазской и родственных культур.
По мере постепенного улучшение климата население росло и колонизировало территории, недоступные ранее, в эпоху оледенения. В это время были колонизированы регионы Араба и Наварра.
Данный период подразделяется на две стадии, связанные с климатическими условиями:
- Первая, когда сохранялся холодный климат, является продолжением мадленской культуры. Сохраняются те же места обитания, та же дичь (в основном олени, но также бизон, лошадь, козёл и др.).
- Вторая, когда климат стал теплее, связана с колонизацией юга и исчезновением северного оленя. В то время как благородные олени всё ещё представляли собой основную добычу, всё более важную роль начинает играть дикий кабан. Также заметно, что новым важным источником пищи становятся морепродукты. Наиболее примечательным примером последнего является памятник Сантимаминье, где обнаружено более 18 тыс. раковин, а также останки рыб и даже наземных улиток.

Что касается других постмадленских территорий, то весьма заметным явлением стало исчезновение реалистического пещерного искусства. Вместо него появляется типичная для азильской культуры расписная галька, а также кости и пластинки с геометрическими украшениями. Помимо них, появляются личные украшения из зубов животных и раковин.

## Неолит

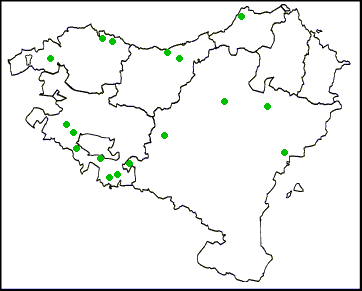
Основные неолитические памятники в Стране Басков.

Неолит — последняя эпоха каменного века, для которой характерны земледелие и скотоводство. В Стране Басков неолит появился поздно. Обитатели региона вели субнеолитический образ жизни вплоть до распространения металлургии на большей части региона.
Наиболее ранним примером контакта с носителями неолитических технологий является en:Zatoia в северной Наварре, где керамика датируется около 6000 лет назад (4000 г. до н. э.). Первые свидетельства одомашнивания животных представлены в Марисуло (Гипускоа), они датируются около 5300 лет назад (3300 г. до н. э.). Эти инновации постепенно распространялись, хотя охота и собирательство продолжали играть относительно важную роль.
Большая часть неолитических памятников находилась на юге Страны Басков, в долине реки Эюро (Араба, НАварра, Гипускоа).
На ранних стадиях неолита отсутствуют свидетельства одомашнивания животных, за исключением собаки. Только в памятниках позднего неолита обнаружены остатки овец или коз — в частности, они обнаруженв в Фуэнте-Ос (Араба) и Абаунц (Наварра). На поздней стадии появляются также быки и свиньи. На побережье важную роль продолжают играть морепродукты.
Каменные изделия показывают неразрывность традиции с эпипалеолитом (геометрические микролиты). В то же время появляются некоторые новые орудия, такие, как серпы и ручные мельницы. В неолите впервые появляются полированные каменные изделия, которые получают распространение позднее.
Керамика поначалу была очень малочисленной, однако широко распространилась к концу неолита (около 3000 г. до н.э).
Погребальные обычаи в этот период стали более оформленными, чем ранее. Для погребений использовались специальные места, такие, как дольмены, курганы или пещеры. Весьма примечательным является массивный погребальный памятник под камнем в Сан-Хуан-Анте-Порта-Латинам (Араба), где найдено 8 тыс. костных останков, принадлежавших как минимум 100 разным людям.
Антропологический тип этого периода условно обозначается как «западный пиренейский» (аборигены Европы), однако в долине Эбро он смешан с «грацильным средиземноморским» типом (носители неолитических технологий). В Стране Басков практически отсутствуют брахицефальные останки (носители индоевропейских языков?), хотя они начинают распространяться в этот период в большей части Европы.

## Энеолит
Энеолит (меднокаменный век, также известен как халколит или медный век) продолжался в Стране Басков с 2500 по 1700 г. до н. э.
В это время аборигены обитали в пещерах и в поселениях на открытом воздухе, которые преобладали на юге. В этот период наблюдался заметный демографический прирост, который начался ещё в конце неолита. Хотя охота всё ещё играла некоторую роль, в особенности в горных регионах, основную роль получает аграрное производство (земледелие и в меньшей степени скотоводство).
Каменные изделия продолжают использоваться, но часть орудий уже изготавливается из меди (топоры, ножи и др.). Для украшений используется также золото.
Важным явлением позднего медного века была традиция колоколовидных кубков, распространившаяся по всей Европе. Также в эпоху энеолита широкое распространение получают мегалиты, в первую очередь дольмены.

### Мегалиты

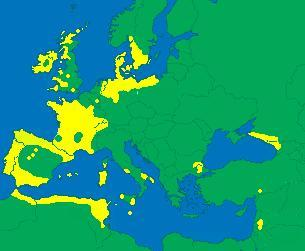
Распространение мегалитов в Европе и на прилегающих территориях

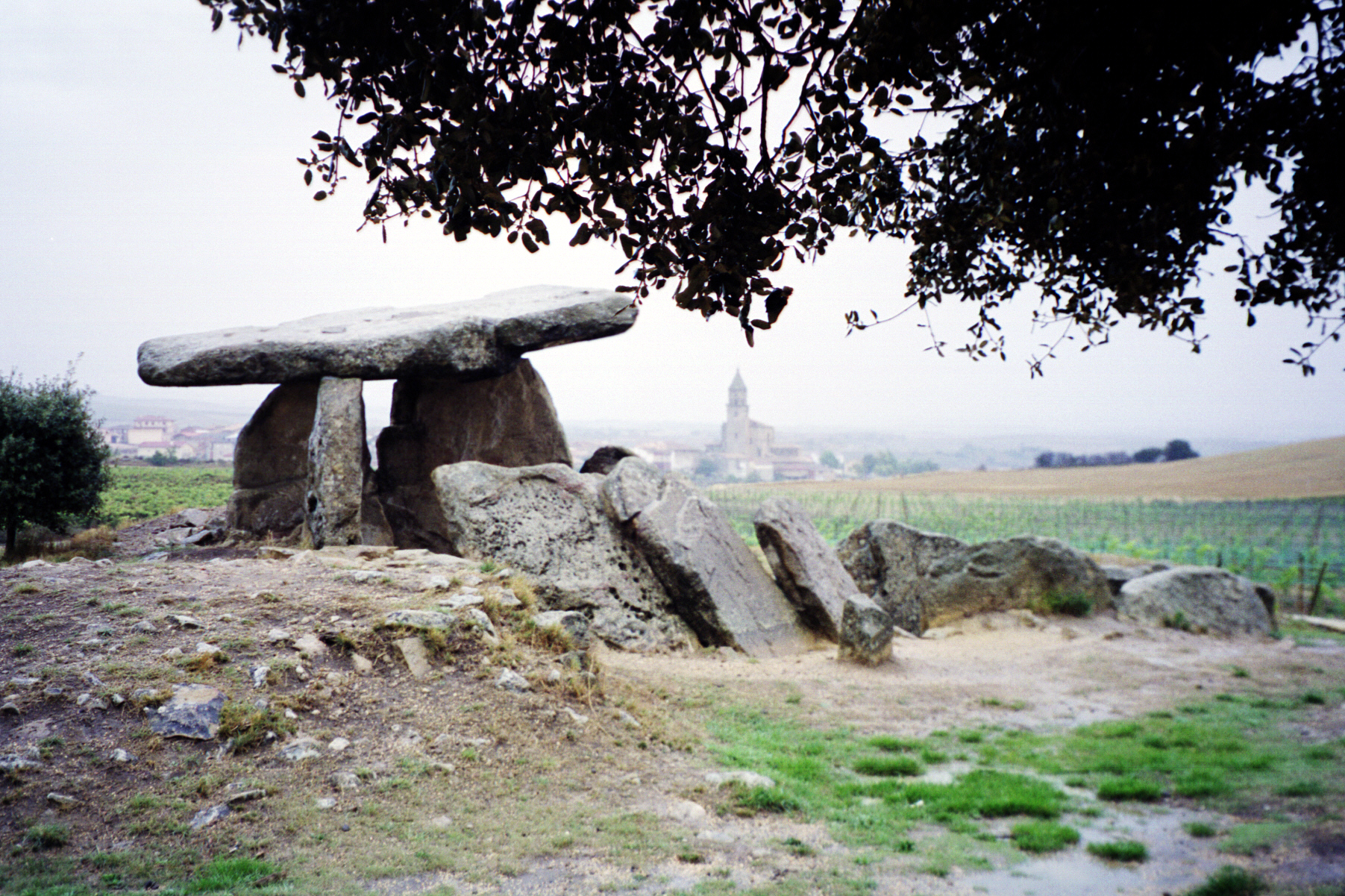
Дольмен в Эльвилларе, Араба.

В Стране Басков представлено большое количество мегалитических монументов. Они представляют собой коллективные погребения, расположенные в местах, хорошо заметных издали, нередко на возвышенностях холмов. Используемые для их постройки материалы — всегда местного происхождения.
Наиболее типичными являются дольмены. Их стены состоят из плоских камней, а сверху они накрыты массивной каменной плитой-крышей. После этого их засыпали землёй или мелкими камнями, и образовывался курган, напоминавший индейскую землянку.
Камеры дольменов были двух типов: простые или коридорные. Первые встречаются чаще, а коридорные — только в долине Эбро. Также дольмены можно классифицировать по их размеру. Обычно наиболее крупные расположены в низинах, а мелкие — в горных зонах. Возможно, это было связано с тем, какое количество людей было доступно для использования при их постройке в том или ином регионе.
Погребения, условно именуемые курганами, не имеют камер, но, как и дольмены, использовались для коллективных погребений.
Всего в Стране Басков известно около 800 дольменов и около 500 курганов. Среди последних часть может представлять собой ещё не раскопанные дольмены.
Только у некоторых дольменов Страны Басков имеется чёткая стратиграфия — для большинства она неясна из-за того, что старые останки удаляли, чтобы расчистить место для новых погребений. Несмотря на это затруднение, известно, что погребальные обычаи мегалитического периода появились в Стране Басков в позднем неолите, и весьма часто использовались в медном и раннем бронзовом веке. Что касается ряда курганов, то они использовались и в железном веке.
Другие мегалитические сооружения, такие, как вертикальные камни (менгиры) и каменные круги (кромлехи), по-видимому, относились к более поздним периодам, в особенности к железному веку.

## Бронзовый век

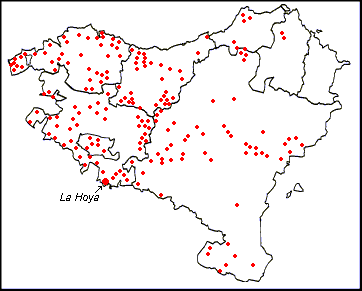
Памятники медного и ранне-среднего бронзового века в Стране Басков

Бронзовый век продолжался в Стране Басков с 1700 по 700 г. до н. э. В целом он является продолжением предыдущего периода, без заметного культурного разрыва. Постепенно бронзовые изделия вытесняют каменные и медные. Также к этому периоду относятся первые оборонительные сооружения, которые получают широкое распространение в последних веках этого периода.
Бронзовый век в Стране Басков подразделяется на три подпериода:
- Ранний бронзовый век (около 1700—1500 до н. э.): спорадическое использование бронзы, крупных сосудов.
- Средний бронзовый век (около 1500—1300 до н. э.): широкое распространение бронзовых орудий, первые фортификации, первые декоративные украшения керамики (декоративная тесьма).
- Поздний бронзовый век (около 1300—700 до н. э.): бронзовые наконечники стрел, разнообразные украшения керамики, распространение фортификационных сооружений.

Мегалиты продолжали возводиться на протяжении большей части медного века, однако уже к среднему бронзовому веку внешние влияния становятся всё более заметными. В регионе Араба заметно влияние культуры Коготас I, существовавшей в центральной Испании, тогда как среди черепов, найденных в медных копях близ Урбиолы (Наварра) брахицефальные типы, происходящие из континентальной Европы, составляют около 30 % найденных.

## Железный век

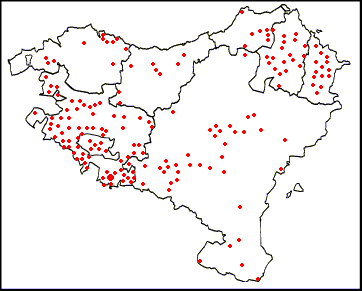
Памятники позднего бронзового и железного веков в Стране Басков

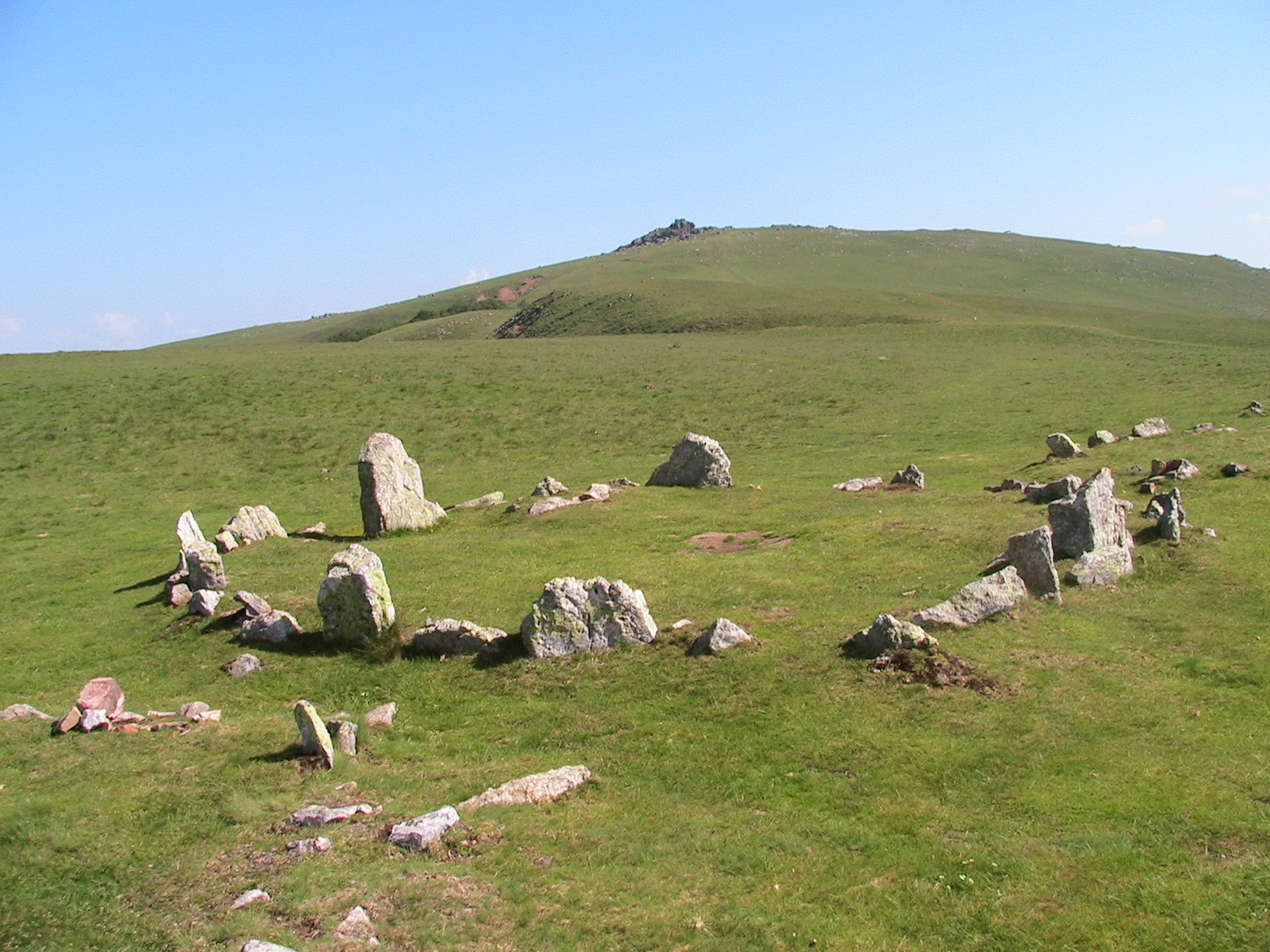
Кромлех из Окабе, Нижняя Наварра.

К 1 тыс. до н. э. относятся ряд находок железных орудий и предметов оружия. Они связаны с прибытием прото-кельтов — носителей культуры полей погребальных урн, на южную оконечность Страны Басков (долина реки Эбро). В остальной части Страны Басков, судя по скудным останкам, какое-то время сохранялся культурный контекст атлантического бронзового века.
Влияние культуры полей погребальных урн ограничивается долиной Эбро. В Страну Басков она проникла в Арабе, где обнаружен своеобразный горизонт данной культуры, испытавший также влияние доиндоевропейских культур аквитанов и Иберийского плато (Коготас I).
Начиная с 400 г. до н. э. в долине Эбро и центральной Наварре наблюдается заметное влияние иберов. В это время железо получает широкое распространение наряду с другими технологическими достижениями, такими, как гончарный круг и увеличение производства злаковых, что приводит к росту населения. Города становятся всё более развитыми, появляется характерная сетчатая планировка улиц в таких поселениях, как Ла-Хойя (Биастери, Араба).
Атлантический бассейн остаётся менее развитым, бедным аграрным регионом, однако имеются многочисленные культурные совпадения с югом. Многие археологические памятники, в особенности на севере Страны Басков, всё ещё дожидаются раскопок.
Экономика всё больше и больше ориентируется на земледелие, в особенности на зерновые. Скот играет меньшую роль, а охота — незначительную. Имеются свидетельства растущей важности крупного рогатого скота (быков).
Также изменились погребальные традиции — в железном веке доминирует кремация. Пепел в дальнейшем захоранивался в кромлехах, курганах, пещерах, каменных ящиках или погребальных урнах.
Индивидуальные погребения в кромлехах были наиболее распространёнными, однако они были представлены только в Пиренейском регионе, где обнаружен 851 такой памятник. Диаметр кромлехов составлял 3-7 метров, а само погребение находилось в центре. Тела сжигались не в самом кромлехе, а поблизости; в сам кромлех переносилась только небольшая часть пепла.
Погребения в пещерах, каменных ящиках и погребальных урнах были редкими — последние обнаружены только в двух местах в долине Эбро. Погребения в каменных ящиках, явно связанные с иберскими традициями, были обнаружены в Ла-Хойя. Было обнаружено много детских захоронений внутри домов.
Искусство в основном было ограничено декоративными целями, в особенности керамикой. На юге Арабы было обнаружено несколько примеров геометрических декораций в домах, изредка изображалась также человеческая фигура. Известны также несколько «идолов» и резных деревянных ящиков. К этому же периоду ряд авторов относят схематическую настенную роспись в пещерах или на скалах на открытом воздухе.
Культура железного века Страны Басков стала субстратом, на котором в начале нашей эры начала развиваться нерегулярная романизация. Ряд таких городов, как Ла-Кустодия (Вьяна, Наварра) были явно романизированы, тогда как города, расположенные в удалённых регионах, таких, как Ла-Ойя, полностью сохранили аборигенный характер.